# Présidence finlandaise du Conseil de l'Union européenne en 1999
Présidence allemande du Conseil de l'Union européenne en 1999 Présidence portugaise du Conseil de l'Union européenne en 2000
La présidence finlandaise du Conseil de l'Union européenne en 1999 désigne la première présidence du Conseil de l'Union européenne effectuée par la Finlande depuis son entrée dans l'Union européenne en 1995.
Elle fait suite à la présidence allemande du premier semestre 1999 et précède la présidence portugaise du premier semestre 2000.

## Sources